# Lennon Naked - Essere John Lennon
Lennon Naked - Essere John Lennon (Lennon Naked) è un film per la televisione prodotto nel 2010 da Edmund Coulthard, che vede nel ruolo del protagonista l'attore britannico Christopher Eccleston.
Si tratta della biografia di John Lennon negli anni più difficili e decisivi per la sua vita e per la sua carriera con i Beatles, dal 1964 al 1971. In questi anni accadono molti avvenimenti rilevanti nella vita di John, tra cui la morte del manager Brian Epstein, suo grande amico, e l'inizio della love story con Yōko Ono.

## Trama
1964: Alfred Lennon, padre di John, vuole incontrare il figlio che non vede da diciassette anni. Se n'è andato di casa quando si è separato dalla madre di John, Julia, e da quel momento non ha più visto suo figlio; così fa di tutto per organizzare un incontro con lui.
John non ha intenzione di andare a quest'incontro, ma viene accompagnato dal suo manager e confidente Brian Epstein, il quale lo convince a presentarsi. Ha un atteggiamento ostile nei confronti del padre, perché quest'ultimo si è fatto vivo solo adesso che il figlio è diventato ricco e famoso a livello internazionale. L'incontro si rivela, infatti, un rapido e amaro faccia a faccia tra padre e figlio, con John che interrompe bruscamente la conversazione e se ne va.
Dopo tre anni muore Brian e questo evento influisce molto sulla vita di John e di conseguenza anche sulla carriera della band. Inizia per lui un periodo di instabilità, caratterizzato da eccessi e sbalzi continui di umore. Questa instabilità è dovuta dall'assunzione di droghe che alterano le sue abitudini e i suoi modi di fare, rendendolo molto più eccentrico e arrogante del solito. La stampa inglese pubblica articoli con pesanti critiche nei suoi confronti e il suo comportamento crea tensioni con gli altri componenti della band.
Nonostante i rapporti non siano buoni, un giorno John di punto in bianco decide di invitare il padre a casa sua. Ma le cose precipitano quanto il padre un giorno si ubriaca e insulta la zia Mimì, la zia che ha cresciuto John, che si infuria e lo caccia di casa.
Nel 1968 i Beatles decidono di partire per un viaggio della purificazione in India, per incontrare il maestro Maharishi Mahesh Yogi e conoscere i suoi ideali spirituali; però la band si rende conto dell'inutilità di questo viaggio e decide di anticipare il ritorno in Inghilterra.
Al ritorno, dopo una polemica conferenza stampa, John decide di rallentare con le droghe, ma solo per poco.
Una sera in un locale vede Yōko Ono, un'artista giapponese per la quale prova subito un'attrazione fatale e fa di tutto per conoscerla. Avvenute le presentazioni, tra i due scatta subito una forte intesa. Chiede la separazione dalla moglie Cynthia Powell e va a vivere con Yoko, la sua musa ispiratrice, lasciando anche il figlio piccolo Julian con la sua ormai ex-moglie.
I due amanti conducono una vita folle e sregolata, dominata da eccessi e da droghe; nell'ottobre dello stesso anno i due vengono arrestati dalla polizia per possesso e uso di Cannabis ma, pochi giorni dopo, vengono rilasciati sotto cauzione.
L'atteggiamento del fondatore dei Fab Four suscita sempre più la disapprovazione dei fan, soprattutto perché la sua nuova vita e le sue nuove abitudini lo portano a trascurare la sua musica, infatti non scrive più canzoni per la band ma solo per lui e Yoko.
La sua nuova vita è impostata in funzione di Yoko, della loro arte e dei loro ideali pacifisti contro la guerra in Vietnam; partecipano a molte manifestazioni mostrando il loro pensiero e il loro impegno nella campagna pacifista inglese. Addirittura organizzano dei “bed-in”, cioè delle interviste in cui loro sono seduti nel loro letto ed esternano i loro ideali pacifisti con dei cartelli con scritto “War is over”, “Peace” ed altre esortazioni alla pace scritte da loro.
Questo insolito modo di esprimere i loro ideali riscuote molto successo nella stampa internazionale; ma la cosa che fa più scalpore in assoluto è quando John, come protesta contro l'Inghilterra, restituisce alla regina Elisabetta II l'onorificenza di M.B.E. conferita a lui e agli altri componenti dei Beatles nel 1965.
A questo punto i rapporti con gli altri componenti della band sono del tutto incrinati, e lui non mostra più alcun interesse a rimanere nella band, al contrario, esprime il desiderio di voler sciogliere i Beatles.
Nel 1970, infatti, i Beatles si sciolgono ufficialmente ma non per decisione di John, il quale scatena delle polemiche contro il suo ex amico e collega Paul McCartney. Lennon non è affatto dispiaciuto, ma scatena delle polemiche perché non è stato coinvolto in questa decisione; è stato lui a creare la band e a parer suo spettava a lui questa decisione. Infatti, nel film c'è una scena in cui John, dalla rabbia, tira un sasso contro una finestra della casa di Paul, rompendola.
John e Yoko indicono una conferenza stampa con i giornalisti in cui dichiarano che vogliono lasciare l'Inghilterra per andare a New York, una città più grande, senza restrizioni e discriminazioni contro la nazionalità di Yoko.